# Elecciones legislativas de El Salvador de 2006
Las elecciones legislativas de la República de El Salvador de 2006 se realizaron el domingo 12 de marzo de ese mismo año. En los comicios se definieron las diputaciones para el Parlamento Centroamericano, Asamblea Legislativa local y los Concejos Municipales de cada uno de los 262 municipios.
Los partidos políticos contendientes para los parlamentos fueron Alianza Republicana Nacionalista (ARENA), Frente Farabundo Martí para la Liberación Nacional (FMLN), Partido de Conciliación Nacional (PCN), Partido Demócrata Cristiano (PDC), Cambio Democrático (CD) y el Partido Nacional Liberal (PNL).

## Resultados a nivel nacional
|  | 39.29 % |

|  | 39.20 % |

|  | 11.42 % |

|  | 6.93 % |

|  | 3.05 % |

|  | 0.10 % |